# Pierre Lory
Pierre Lory (Parigi, 22 aprile 1952) è un giornalista e diplomatico francese.

## Biografia
Cresciuto a Bruxelles, dove frequenta la scuola europea, si trasferisce a Parigi per studiare Lingua e letteratura araba prima all'Istituto nazionale delle lingue e civilizzazioni orientali (INALCO) e poi all'Università di Parigi III.
Nel 1976 si specializza in Islamologia e mistica musulmana. Nel 1981 ottiene un dottorato in Civilizzazione araba presso l'Università della Sorbona.
Nel 1991 è nominato Docente di cattedra alla École Pratique des Hautes Études di Parigi nella sezione delle scienze religiose.
Nel 2007 è nominato Direttore del dipartimento di studi arabi, medioevali e moderni dell'Istituto francese del Vicino Oriente di Damasco e mantiene l'incarico fino al 2011.
È membro di alcune riviste tematiche come la Revue de l'Histoire des Religions e le Bulletin Critique des Annales Islamologiques. Ha inoltre collaborato alla seconda e terza edizione dell'Encyclopédie de l'Islam.

## Pubblicazioni
- Le rêve et ses interprétations en islam, Albin Michel, 2003
- Talismans, le soleil des connaissances, Al Bûnî, Pierre Lory et Jean-Charles Coulon, ed. Orients, 2013
- Talismans. Shams al-ma'ârif. Le soleil des connaissances (nouvelle éditions enrichie, janvier 2018)
- La Dignité de l'homme face aux anges, aux animaux et aux djinns (febbraio 2018)